# Косиченко, Юрий Михайлович
Юрий Михайлович Косиченко (род. 4 февраля 1948 года в с. Куян Урожайненского района (ныне Терского района) Кабардино-Балкарской АССР, РСФСР, СССР) — советский и российский учёный в области проектирования и эксплуатации гидромелиоративных систем, доктор технических наук, профессор, Заслуженный деятель науки и техники Российской Федерации, эксперт РАН.

## Научная деятельность
В 1970 году, окончив гидромелиоративный факультет НИМИ, Ю. М. Косиченко поступил в аспирантуру. Досрочно завершив обучение в аспирантуре и защитив кандидатскую диссертацию работал ассистентом кафедры гидротехнических сооружений. С 1976 года работал в Южном НИИ гидротехники и мелиорации (ЮжНИИГиМ), прошёл путь от должности старшего научного сотрудника до заведующего отделом гидротехнических сооружений и эксплуатации гидромелиоративных систем.
С 1986 по 1989 годы работал проректором по научно-исследовательской работе НИМИ (Новочеркасского инженерно-мелиоративного института). С 1986 по 2006 заведовал кафедрой гидравлики и инженерной гидрологии НИМИ. В 1994 году избран членом Академии водохозяйственных наук и Международной Академии экологии и природопользования. С 2006 по 2016 год — заместитель директора по науке, с 2017 года – заведующий отделом гидротехнических сооружений и гидравлики, с 2018 – главный научным сотрудником отдела гидротехнических сооружений и гидравлики Российского научно-исследовательского института проблем мелиорации (ФГБНУ «РосНИИПМ»).
Во время обучения в аспирантуре, а также на ФПК, прошёл подготовку у выдающихся ученых по теории фильтрации, гидравлике и гидротехническим сооружениям. В НИИ ВОДГЕО – доктора технических наук, профессора Недрига В. П., в институте гидродинамики УНАН – члена корреспондента УНАН Олейника А. Я., в институте математики УНАН – члена корреспондента УНАН Фильчакова П. Ф., в университете Природообустройства на кафедре гидротехнических сооружений – доктора технических наук, профессора Румянцева И. С., на кафедре гидравлики  доктора технических наук, профессор Штернлихта Д. В., в НИИ Механики АН РФ – академика РАН, доктора технических наук, профессора Полубариновой-Кочиной П. Я., в ВНИИГиМ РАСХН – члена корреспондента РАСХН, доктора технических наук, профессора Алтунина В. С., в ГрузНИИГиМ – академика РАСХН, доктора технических наук, профессора Мирцхулавы Ц. Е, в ВНИИГиМ – члена корреспондента РАСХН, доктора технических наук, профессора Дружинина Н. И .
Занимается педагогической деятельностью, с 1986 по 1991 год доцент, с 1991 по 2006 год профессор кафедры Гидравлики инженерно-мелиоративного института, с 2007 года — профессор кафедры гидравлики и инженерной гидрологии Новочеркасской государственной мелиоративной академии. С 1989 по 2020 год — профессор кафедры водного хозяйства Южно-Российского государственного политехнического университета им. М. И. Платова. Подготовил 22 кандидатов и 4 доктора наук.
Автор более 540 научных работ, из них 35 монографий и учебных пособий, 20 публикаций в Scopus, 85 авторских свидетельств и патентов на изобретения, 14 свидетельств на программы для ЭВМ.
В настоящее время Косиченко Ю. М. трудится главным научным сотрудником отдела Гидротехнических сооружений и гидравлики ФГБНУ «РосНИИПМ», является руководителем и ответственным исполнителям тем НИР. Является экспертом РАН, а также редактором журналов «Мелиорация и гидротехника», «Природообустройство».

## Основные направления научных исследований
Научные интересы Ю. М. Косиченко разнообразны и относятся к гидротехническому строительству, гидравлике и экологии. Под его руководством разработаны новые конструкции противофильтрационных облицовок и экранов оросительных каналов и водоемов, а также методы оценки их эффективности и надёжности; исследованы гидравлические сопротивления ряда крупных каналов; разработаны методы расчёта фильтрационной безопасности грунтовых плотин с противофильтрационными устройствами в теле и основании; даны методы оценки экологической безопасности водных экосистем.
Объектами исследований были крупные каналы – Большой Ставропольский, Донской, Пролетарский, Невинномысский, Бурлинский и другие каналы, каменно-земляная плотина Юмагузинского гидроузла на р. Белая, каскад Манычских водохранилищ (Пролетарское, Веселовское и Усть-Манычское водохранилища), Тамбовское и Чограйское водохранилища.
Косиченко сделал крупный вклад в теорию фильтрации, теорию водопроницаемости и надёжности противофильтрационных конструкций гидротехнических сооружений.

## Награды
Ю. М. Косиченко — заслуженный деятель науки и техники РФ, был награжден золотой, двумя серебряными и тремя бронзовыми медалями ВДНХ и ВВЦ, почетными медалями «За трудовое отличие», «За заслуги в мелиорации».
За внедрение изобретений был удостоен нагрудного знака «Изобретатель СССР».
Награжден премией губернатора Ростовской области за заслуги в научно-исследовательской деятельности, а также диплома правительства Ростовской области в конкурсе инноваций «Лучший изобретатель и рационализатор Ростовской области».
Указом Президента РФ В. В. Путина (от 09.06.2023 № 420) награжден медалью ордена "За заслуги перед отечеством" II степени.